# Waterloo (Illinois)
Waterloo je grad u američkoj saveznoj državi Ilinois. Prema popisu stanovništva iz 2010. u njemu je živjelo 9.811 stanovnika.